# Новак, Андрей Юрьевич
Андре́й Ю́рьевич Но́вак (укр. Андрій Юрійович Новак; род. 6 декабря 1988, Щецин) — украинский футболист, вратарь. С 2022 года — тренер вратарей в клубе «Минай». Выступал за молодёжную сборную Украины.

## Клубная карьера
В 6 лет переехал в Ивано-Франковск. Выступал за ДЮСШ № 3. Впоследствии Юрий Шулятицкий пригласил его в клуб «Черногору». После объединения двух Ивано-Франковских команд стал основным вратарём «Спартака». Газета «Команда» признала его открытием Первой лиге сезона 2006/07.
С 2007 году перешёл во львовские «Карпаты». В Премьер-лиге дебютировал 23 мая 2009 года в матче «Арсенал» — «Карпаты» (4:0). Выступал на правах аренды за иванофранковкое «Прикарпатье» и молдавский «Тирасполь». Затем играл за бурштынский «Энергетик» и тернопольскую «Ниву».
Летом 2014 года прошёл просмотр в клубе «Александрия», после чего подписал контракт с командой. По итогам сезона 2014/15 «Александрия» стала победителем Первой лиги и вышла в Премьер-лигу Украины. Новак стал основным игроком клуба, являясь при этом одним из лучших вратарей турнира. 19 июля 2015 года вновь сыграл в чемпионате Украины (спустя шесть лет), в первом туре сезона 2015/16 в матче против донецкого «Шахтёра» (0:2). Новак пропустил два гола от бразильца Алекса Тейшейры, но несмотря на это, был признан лучшим вратарём тура по версии сайтов UA-Футбол и Footballl.ua.
23 июня 2017 года стал игроком кипрского «Эрмиса».

## Карьера в сборной
Сыграл один матч за молодёжную сборную Украины до 21 года 27 мая 2008 года против Беларуси (0:0).

## Достижения
- Победитель Первой лиги Украины: 2014/15

## Статистика
| Сезон   | Клуб                            | Лига                 | Чемпионат | Чемпионат | Кубок | Кубок | Дубль | Дубль |
| Сезон   | Клуб                            | Лига                 | Игры      | Голы      | Игры  | Голы  | Игры  | Голы  |
| ------- | ------------------------------- | -------------------- | --------- | --------- | ----- | ----- | ----- | ----- |
| 2005/06 | Черногора                       | Вторая лига Украины  | 19        | −?        | 1     | −4    |       |       |
| 2006/07 | Спартак (Ивано-Франковск)       | Первая лига Украины  | 27        | −?        | 1     | −1    |       |       |
| 2007/08 | Карпаты (Львов)                 | Высшая лига Украины  | 0         | 0         |       |       | 14    | −?    |
| 2007/08 | → Карпаты-2                     | Высшая лига Украины  | 11        | −?        |       |       |       |       |
| 2008/09 | Карпаты (Львов)                 | Премьер-лига Украины | 1         | −4        |       |       | 20    | −?    |
| 2009/10 | Карпаты (Львов)                 | Премьер-лига Украины | 0         | 0         |       |       | 10    | −?    |
| 2010/11 | → Прикарпатье (Ивано-Франковск) | Первая лига Украины  | 8         | −16       | 1     | 0     |       |       |
| 2010/11 | → Тирасполь                     | Чемпионат Молдовы    | 0         | 0         |       |       |       |       |
| 2011/12 | Энергетик (Бурштын)             | Первая лига Украины  | 8         | −16       | 1     | 0     |       |       |
| 2012/13 | Нива (Тернополь)                | Вторая лига Украины  | 31        | −?        | 4     | −3    |       |       |
| 2013/14 | Нива (Тернополь)                | Первая лига Украины  | 25        | −?        | 3     | −1    |       |       |
| 2014/15 | Александрия                     | Первая лига Украины  | 26        | −14       | 1     | −1    |       |       |
| 2015/16 | Александрия                     | Премьер-лига Украины | 14        | −14       | 2     | −1    |       |       |
| 2016/17 | Александрия                     | Премьер-лига Украины | 17        | −21       | 1     | −2    |       |       |
| 2017/18 | Эрмис                           | Чемпионат Кипра      |           |           |       |       |       |       |